# Newby, Cumbria
Newby är en by (village) och en civil parish i Cumbria i nordvästra England. Orten har 164 invånare (2001).